# Пет. Першут
Пет. Першу́т (настоящее имя Пётр Григо́рьевич Першу́ткин; 20 сентября 1909, с. Пайгусово, Козьмодемьянский уезд, Казанская губерния — 1943, концлагерь) — марийский советский поэт, прозаик, переводчик, редактор. Член Союза писателей СССР.

## Биография
Родился в крестьянской семье.
Окончил педагогический техникум в Козьмодемьянске, затем работал в Марийском книжном издательстве.
В 1939—1940 годах был лаборантом, собирателем фольклора в МарНИИ.
Осенью 1941 года был мобилизован в действующую армию, воевал на Южном фронте. В 1942 году с тяжёлым ранением был пленён фашистами. Скончался в 1943 году после пыток в фашистском концлагере.

## Литературное творчество
Член Союза писателей СССР с 1939 года.
Известен как поэт-публицист, поэт-лирик, поэт-фольклорист.
Литературным творчеством начал заниматься с середины 1920-х годов, его произведения публиковались в газете «Кыралшы» («Пахарь»), в журнале «У сем» («Новый лад»).
В начале 1930-х годов написал несколько поэм. Острая публицистическая направленность, яркий, образный народный язык его стихов сразу привлекли внимание читателей.
В 1935—1937 годах Пет. Першут написал ставшую впоследствии хрестоматийной поэму-сказку «Кутко сÿан» («Муравьиная свадьба»). Поэма отличается живостью сюжета, богатством языка. Она имела огромный успех среди читателей. Переводилась на луговомарийский и русский языки, не раз переиздавалась. «Муравьиная свадьба» вошла в золотой фонд марийской литературы.
В фольклорном ключе Пет. Першут писал и другие произведения. В его творчество органично входят игра слов, шутки и прибаутки, скороговорки, песенный рефрен.
Пет. Першут писал и прозу. Его рассказы печатались в периодических изданиях, включались в коллективные сборники.
Поэт занимался также переводческой деятельностью. Им переложены на горномарийский язык стихотворения А. Пушкина, М. Лермонтова, произведения М. Горького.
В 1941 году отдельной книгой вышли его антифашистские стихи «Фашизм ваштареш» («Против фашизма»).
По мотивам поэмы-сказки «Муравьиная свадьба» Пет. Першута был поставлен спектакль в Горномарийском драматическом театре, который исполняется до сих пор. В 2014 году заслуженный артист Республики Марий Элрежиссёр Александр Сильвестров поставил по этой сказке спектакль в Республиканском театре кукол Марий Эл. 
Одна из частей поэмы народного горномарийского поэта Г. Матюковского «Три сына» посвящена Пет. Першуту.

## Литературные произведения
Основные произведения:

### На марийском языке
- Йымыдымын мырыжы: поэма [Песня безбожника]. Козьмодемьянск, 1933. 48 с.
- Лыдышвлӓ [Стихи]. Козьмодемьянск, 1935. 104 с.
- Пеледмӓш; лыдышвлä [Процветание: стихи]. Козьмодемьянск,1940. 80 с.
- Фашизм ваштареш: лыдышвлӓ [Против фашизма: стихи]. Козьмодемьянск, 1941. 32 с.
- Кутко сÿан: йомак-поэма [Муравьиная свадьба: сказка-поэма]. Йошкар-Ола, 1957. 20 с.
- Жепӹн цевержӹ: лыдышвлӓ (Прекрасное время: стихи]. Йошкар-Ола, 1963. 112 с.
- Кыткы сӱан: ямак-поэма [Муравьиная свадьба: сказка-поэма]. Йошкар-Ола, 1984.
- У ӹлӹмӓшӹш: лыдышвлӓ, поэмывлӓ. Йошкар-Ола, 1989. 136 с.

### В переводе на русский язык
- Красота времени; Вечерком возле пруда: стихи / пер. на рус. Э. Левонтина // Марийская поэзия. Йошкар-Ола, 1952. С. 9—11.
- Муравьиная свадьба: поэма-сказка / пер. на рус. Э. Левонтина. Йошкар-Ола, 1956. 20 с.
- Муравьиная свадьба: поэма-сказка / пер. на рус. Э. Левонтина. Йошкар-Ола, 1984. 20 с.

### В переводе на венгерский язык
- Кыткы сӱан [Hangy lagzi] / пер. на венгр. Szombathey, 2001.